# Marriottsville (Maryland)
Marriottsville es una comunidad no incorporada situada en los condados de Howard, Carroll y Baltimore, en Maryland (Estados Unidos). Marriottsville está ubicado a lo largo de Marriottsville Road, cerca del límite del condado de Carroll, a 16 km al noroeste de Columbia.

## Historia
Marriottsville lleva el nombre de la finca del general Richard Marriott. Marriott fue heredero de John Marriott de Severn, quien se había establecido en el condado de Anne Arundel en 1664.  La tierra había formado parte inicialmente de una gran sección de tierra patentada por Charles Carroll de Carrollton. La plantación de esclavos de Waverley ocupaba una parte importante de la tierra que se conocía como el Distrito de Howard del Condado de Anne Arundel. La aldea albergaba una cantera de piedra caliza de magnesio, y era conocida por granjas como "Prospect Hill", y por el miembro de la Junta Escolar Henry O. Devries (1826-1902).
El 22 de marzo de 1836, un vagón de ferrocarril descarriló en una demostración de la nueva tecnología ferroviaria con 40 líderes de la ciudad a bordo. En 1866, el molino de Reese fue arrasado por las inundaciones que se produjeron en la región.
Desde 1965 hasta 1974, los especuladores de tierras adquirieron grandes extensiones de Marriottsville, antes conocidas como Alfa, anticipando el desarrollo. En 1977, el ejecutivo del condado, Edward L. Cochran, eligió Marriottsville para un relleno sanitario. El vertedero Alpha Ridge abrió sus puertas en mayo de 1980. Un plan de expansión propuesto por Charles I. Ecker se suspendió después de que se reportase la contaminación del agua subterránea, lo que implicó la ampliación de los servicios públicos de agua, seguida de aumentos de densidad aprobados por el Departamento de Planificación y Zonificación del Condado de Howard para el desarrollo urabanístico.

## Gente notable
- Frank J. Christensen, Líder sindical americano.
- George Howard (1789-1846) el vigésimo segundo gobernador de Maryland e hijo de James Eager Howard también vivió en "Waverly" después de recibirlo de su padre en 1811.
- John Eager Howard (1752-1827) un Coronel en la Guerra Revolucionaria, Senador de los Estados Unidos, homónimo del Condado de Howard, Maryland y el quinto Gobernador de Maryland, era propietario de la plantación de esclavos "Waverly", que aún se encuentra en el actual Marriottsville.